# 馬丁礁
67°34′S 65°31′E / 67.567°S 65.517°E
馬丁礁是南極洲的礁石，位於南極大陸沿岸以北13公里，處於弗萊徹角以西，挪威捕鯨船在1931年1月途經該礁岩，其後以探險隊的掌帆長命名。